# Augusto Bertazzoni
Augusto Bertazzoni (10 de janeiro de 1876 - 30 de agosto de 1972) foi um prelado católico romano italiano que serviu como bispo de Potenza de 1930 até sua aposentadoria em 1966. Ele foi intitulado mais tarde em sua carreira como arcebispo, apesar de administrar uma diocese normal em oposição à arquidiocese; após sua renúncia, ele recebeu uma posição cerimonial que ocupou até sua morte.
O processo para sua beatificação começou em 8 de junho de 1995 e, como resultado, ele foi intitulado como Servo de Deus. O Papa Francisco o intitulou Venerável em 2 de outubro de 2019.

## Vida
Augusto Bertazzoni nasceu em 1876 em Mântua. Ele era um seguidor quando filho de João Bosco em Turim e também era amigo íntimo de Luís Orione e João Calabria; ele também era próximo do bispo de Mântua Giuseppe Melchiorre Sarto, que se tornaria o papa Pio X.
Frequentou o Oratório que os Salesianos de Dom Bosco dirigiram em Turim de 1885 a 1887. O próprio Bosco provou ser uma grande influência sobre Bertazzoni que, como bispo, dedicaria um altar na catedral de Potenza ao seu mentor em 1939. Foi durante seus estudos em Mântua que conheceu Dom Sarto, que também influenciou o novo seminarista.
Após a conclusão de seus estudos teológicos, ele foi ordenado sacerdote em 25 de fevereiro de 1899 e mais tarde serviu como arcipreste da paróquia de San Benedetto Po de 30 de abril de 1904 a 30 de junho de 1930. Em 1922 foi nomeado Monsenhor.
O Papa Pio XI mais tarde o nomeou em 30 de junho de 1930 como o novo Bispo de Potenza e Bertazzoni recebeu sua consagração episcopal de Domenico Menna em 15 de agosto de 1930 na festa da Assunção. Ele foi entronizado em sua nova sede episcopal em 29 de outubro de 1930. Ele liderou com grande sabedoria e firmeza, pois seu programa pastoral incluía o cultivo das vocações diocesanas e o compromisso com o ensino do catecismo.
Após a eclosão da Segunda Guerra Mundial, ele permaneceu em sua diocese para tratar todos os que a guerra atingiu com mais força e, após os ataques aéreos de 8 de setembro de 1943, não aceitou a oferta de deixar a diocese por outra diocese vaga que o Vaticano lhe ofereceu. Em 30 de novembro de 1950, ele recebeu o título honorífico de "Arcebispo" em reconhecimento por seus serviços em sua diocese do Papa Pio XII.
Bertazzoni participou de todas as cinco sessões do Segundo Concílio Ecumênico como Padre Conciliar em seu papel de arcebispo. Ele se aposentou de sua diocese em 30 de novembro de 1966 e o Papa Paulo VI, para compensar sua renúncia, nomeou-o como o primeiro Bispo Titular de Temuniana. Este último papel era uma posição cerimonial e não uma diocese real.
Ele morreu após uma breve doença em 30 de agosto de 1972 e foi pranteado em sua antiga diocese como um pastor de Deus com fama de santo devido à sua fama de santidade pessoal.

## Processo de beatificação
O processo de beatificação começou em Potenza em 8 de junho de 1995, depois que a Congregação para as Causas dos Santos o intitulou como Servo de Deus e emitiu o decreto "nihil obstat " (sem objeções) que iniciou o processo formal. O processo diocesano de investigação durou de 30 de outubro de 1995 até 2000 e viu o acúmulo de documentação e depoimentos de testemunhas. A validação do processo foi concedida em Roma em 2002 em um decreto que a CCS emitiu.
A Positio que documentou a vida de virtude heroica de Bertazzoni foi submetida ao CCS em 2013 para avaliação posterior. Em 2018, o cardeal prefeito do CCS, Angelo Amato, enviou uma carta ao arcebispo de Potenza para mencionar que os teólogos discutiriam a causa de Bertazzoni no primeiro semestre de 2019. O Papa Francisco intitulou Bertazzoni como Venerável em 2 de outubro de 2019.
O atual postulador desta causa é o padre salesiano Pierluigi Cameroni.